# Aéroport de Novossibirsk-Tolmatchevo
L'aéroport Tolmatchevo de Novossibirsk (en russe : Аэропóрт Толмачёво, aeroport Tolmatchiovo) (code IATA : OVB • code OACI : UNNT) est situé dans la ville d'Ob, à 16 km du centre de Novossibirsk, la troisième ville de Russie et centre scientifique et industriel de la Sibérie.
L'aéroport est situé à mi-chemin entre les villes de l'Asie de l'Est (Séoul, Shanghai, Hong Kong, etc.) et l'Europe, ce qui en fait une escale attractive.
Tolmatchevo est l'aéroport le plus fréquenté de Sibérie et le sixième de Russie,. En 2014, il a desservi 3 957 667 passagers et traité 29 947 tonnes de cargaisons.
L'aéroport possède deux pistes d'environ 3 600 mètres de long ainsi que plusieurs terminaux aéroportuaires :
- Terminal A : Vols intérieurs. 25 000 mètres carrés, 18 comptoirs d'enregistrements, 2 passerelles aéroportuaires[4],
- Terminal B : Vols internationaux. 11 000 mètres carrés, 6 comptoirs d'enregistrements, 1 passerelle aéroportuaire,
- 2 terminaux conteneurs.

## Histoire
Son activité débute le 12 juillet 1957 avec le premier vol commercial d'un Tupolev Tu-104 de Novossibirsk à Moscou. Il était détenu par l'« United Tolmachevo Aviation Enterprise » et le Ministère de l'Aviation Civile de l'URSS jusqu'en 1992. Il est partiellement privatisé en 1995, l'état gardant le contrôle de 51 % de ses parts. Le terminal pour vols intérieurs est totalement rénové en 2006.

## Situation

### Carte des aéroports russes
| \| 50 km1:1 791 000 \| Koursk Abakan Anapa Pskov Arkhangelsk Astrakhan Barnaoul Belgorod Blagoveshchensk Bratsk Grozny Guelendjik Iakoutsk Iékaterinbourg Ijevsk Ioujno-Sakhalinsk Irkoutsk Kaliningrad Kazan Kemerovo Khabarovsk Khanty-Mansiïsk Krasnodar Krasnoïarsk Magadan Magnitogorsk Makhachkala Mineralnye Vody Mirny Moscou · SVO Moscou · DME Moscou-VKO Mourmansk Narian-Mar Nijnekamsk Nijnevartovsk Nijni Novgorod Noïabrsk Alykel Novokouznetsk Novossibirsk Novy Ourengoï Omsk Orenbourg Oufa Oulan-Oude Oulianovsk Perm Petropavlovsk-Kamtchatski Rostov · sur-le-Don Sabetta Saint-Pétersbourg Salekhard Samara Saratov Simferopol Sotchi Sourgout Stavropol Kyzyl Syktyvkar Tcheliabinsk Tchita Tioumen Tomsk Vladivostok Volgograd Voronej |
| 50 km1:1 791 000 |

## Compagnies et destinations

### Passagers
| Compagnies           | Destinations |
| -------------------- | --- |
| Aeroflot             | Krasnoïarsk-Iémélianovo , Moscou Chérémétiévo |
| Air Astana           | Noursoultan |
| Alrosa               | Krasnodar-Pashkovsky, Mirny, Moscou-Domodédovo, Pevek (en), Saint-Pétersbourg-Poulkovo, Polyarny (en), Iakoutsk En saison : Blagovechtchensk-Ignatiévo, Magadan-Sokol (en), Rostov-sur-le-Don/Platov, Simféropol" |
| Angara Airlines      | Irkoutsk, Sourgout, Talakan (en) |
| Aurora               | Khabarovsk |
| Avia Traffic Company | Bichkek Manas, Och |
| Azimuth              | Rostov-sur-le-Don/Platov |
| Azur Air             | En saison Charter : Antalya, Barcelone-El Prat , Dalaman, Dubaï Al Maktoum, Enfidha-Hammamet, Goa-Dabolim, Cam Ranh, Pattaya U-tapao, Phuket, Phú Quốc, Sanya-Phénix |
| I-Fly                | En saison Charter : Antalya, Sanya-Phénix |
| IrAero               | Irkoutsk " |
| NordStar             | Krasnodar-Pashkovsky, Kyzyl, Norilsk-Alykel, En saison Charter : Sanya-Phénix |
| Nordwind Airlines    | Moscou Chérémétiévo En saison Charter : Antalya, Héraklion-N. Kazantzákis, Cam Ranh, Phuket, Surat Thani (en) |
| Pegas Fly            | En saison Charter : Bangkok-Suvarnabhumi, Cam Ranh, Pattaya U-tapao, Phuket |
| Pobeda               | Moscou-Vnoukovo, Saint-Pétersbourg-Poulkovo En saison : Anapa, Sotchi-Adler, Iékaterinbourg-Koltsovo |
| Red Wings Airlines   | Moscou-Domodédovo " |
| Rossiya              | Saint-Pétersbourg-Poulkovo En saison : Simféropol, Sotchi-Adler En saison Charter : Antalya, Larnaca |
| Royal Flight         | En saison Charter : Antalya, Goa-Dabolim, Cam Ranh, Pattaya U-tapao, Phuket, Phú Quốc |
| S7 Airlines          | - Abakan, - Almaty, - Bakou-H. Aliyev, - Bangkok-Suvarnabhumi, - Barnaoul, - Pékin-Daxing , - Bichkek Manas, - Blagovechtchensk-Ignatiévo, - Bratsk, - Boukhara, - Tcheliabinsk-Balandino, - Tchita (Kadala) (en), - Dubaï, - Douchanbé, - Ferghana, - Gorno-Altaïsk (en) , - Hong Kong, - Irkoutsk, - Istanbul, - Karaganda-Sary-Arka, - Kazan, - Kemerovo, - Khabarovsk, - Khanty-Mansiïsk (en), - Khodjent, - Kogalym (en), - Krasnodar-Pashkovsky, - Krasnoïarsk-Iémélianovo, - Magadan-Sokol (en), - Magnitogorsk, - Mineralniye Vody, - Mirny, - Moscou-Domodédovo, - Munich-F. J. Strauß, - Namangan (en), - Nadim (en), - Nerioungri-Tchoulman, - Cam Ranh, - Nijnekamsk-Begichevo, - Nijnevartovsk (en), - Nijni Novgorod-Strigino, - Norilsk-Alykel, - Novokouznetsk-Spichenkovo (en), - Novy Ourengoï, - Noïabrsk (en), - Noursoultan, - Omsk, - Och, - Öskemen, - Perm, - Petropavlovsk-Kamtchatski-Iélizovo, - Prague-Václav-Havel, - Samara-Kouroumotch, - Séoul-Incheon, - Chimkent, - Simféropol, - Sotchi-Adler, - Saint-Pétersbourg-Poulkovo, - Sourgout, - Talakan (en), - Tachkent, - Tel Aviv - Ben Gourion , - Tokyo-Narita, - Tomsk-Bogachevo, - Tioumen-Roshchino, - Polyarny (en), - Oufa, - Baïkal-Oulan Oude, - Oulyanovsk-Baratayevka (en), - Ürümqi-Diwopu, - Vladivostok, - Voronej (en), - Iakoutsk, - Iékaterinbourg-Koltsovo, - Erevan-Zvarnots, - Ioujno-Sakhalinsk En saison : - Anapa, - Antalya , - Düsseldorf, - Francfort, - Canton-Baiyun, - Larnaca, - Shanghai-Pudong, - Ysyk-Köl |
| Smartavia            | Moscou-Domodédovo |
| Somon Air            | Douchanbé, Khodjent |
| Ural Airlines        | Harbin Taiping, Moscou-Domodédovo En saison : Krasnodar-Pashkovsky, Vladivostok" |
| Utair                | Irkoutsk, Krasnoïarsk-Iémélianovo, Strejevoï (en), Sourgout |
| Uzbekistan Airways   | Namangan (en), Tachkent |
| Yakutia Airlines     | Mirny, Nerioungri-Tchoulman, Iakoutsk En saison : Krasnodar-Pashkovsky, Magadan-Sokol (en), Saint-Pétersbourg-Poulkovo, Iékaterinbourg-Koltsovo |
| Yamal Airlines       | Nijnevartovsk (en), Novy Ourengoï, Salekhard (en), Talakan (en), Tioumen-Roshchino, Oufa |

Édité le 18/01/2020

### Cargo Airlines
| Compagnies             | Destinations                                                                                   |
| ---------------------- | ---------------------------------------------------------------------------------------------- |
| AirBridgeCargo         | Amsterdam, Chengdu                                                                             |
| Air China Cargo        | Amsterdam, Chengdu, Chongqing                                                                  |
| Cargolux               | Hong Kong, London-Stansted, Luxembourg, Seoul-Incheon, Shanghai-Pudong, Taipei-Taoyuan, Vienne |
| Nordic Global Airlines | Helsinki, Hong Kong                                                                            |
| Polet Airlines         | Beijing-Capital, Munich, Shanghai-Pudong                                                       |
| Yakutia Airlines       | Iakoutsk                                                                                       |
| Yangtze River Express  | Amsterdam, Francfort-Hahn, Luxembourg, Shanghai-Pudong, Zhengzhou                              |

## Trafic et statistiques
Le graphique qui aurait dû être présenté ici ne peut pas être affiché car il utilise l'ancienne extension Graph, désactivée pour des questions de sécurité. Des indications pour créer un nouveau graphique avec la nouvelle extension Chart sont disponibles ici.

Voir la requête brute et les sources sur Wikidata.
| Rang | Ville             | Passagers | Variation 2013/2012 |
| ---- | ----------------- | --------- | ------------------- |
| 1    | Moscou            | 1 073 265 | 5 %                 |
| 2    | Saint-Pétersbourg | 152 068   | 15 %                |
| 3    | Khabarovsk        | 122 150   | 24 %                |
| 4    | Vladivostok       | 95 864    | 15 %                |
| 5    | Iakoutsk          | 69 555    | 11 %                |
| 6    | Irkoutsk          | 66 751    | 69 %                |
| 7    | Iekaterinbourg    | 44 091    | 17 %                |
| 8    | Mirny             | 42 246    | 4 %                 |
| 9    | Sourgout          | 38 006    | 14 %                |
| 10   | Nijnevartovsk     | 35 465    | 18 %                |

| Rang | Ville     | Pays                | Passagers | Variation 2013/2012 |
| ---- | --------- | ------------------- | --------- | ------------------- |
| 1    | Bangkok   | Thaïlande           | 215 408   | 25 %                |
| 2    | Antalya   | Turquie             | 143 906   | 13 %                |
| 3    | Bishkek   | Kirghizistan        | 100 635   | 22 %                |
| 4    | Phuket    | Thaïlande           | 93 134    | 49 %                |
| 5    | Osh       | Kirghizistan        | 80 041    | 8 %                 |
| 6    | Pékin     | Chine               | 77 026    | 14 %                |
| 7    | Dubaï     | Émirats arabes unis | 50 564    | 36 %                |
| 8    | Khodjent  | Tadjikistan         | 47 645    | 13 %                |
| 9    | Ürümqi    | Chine               | 41 845    | 6 %                 |
| 10   | Douchanbé | Tadjikistan         | 41 470    | 4 %                 |

## Galerie

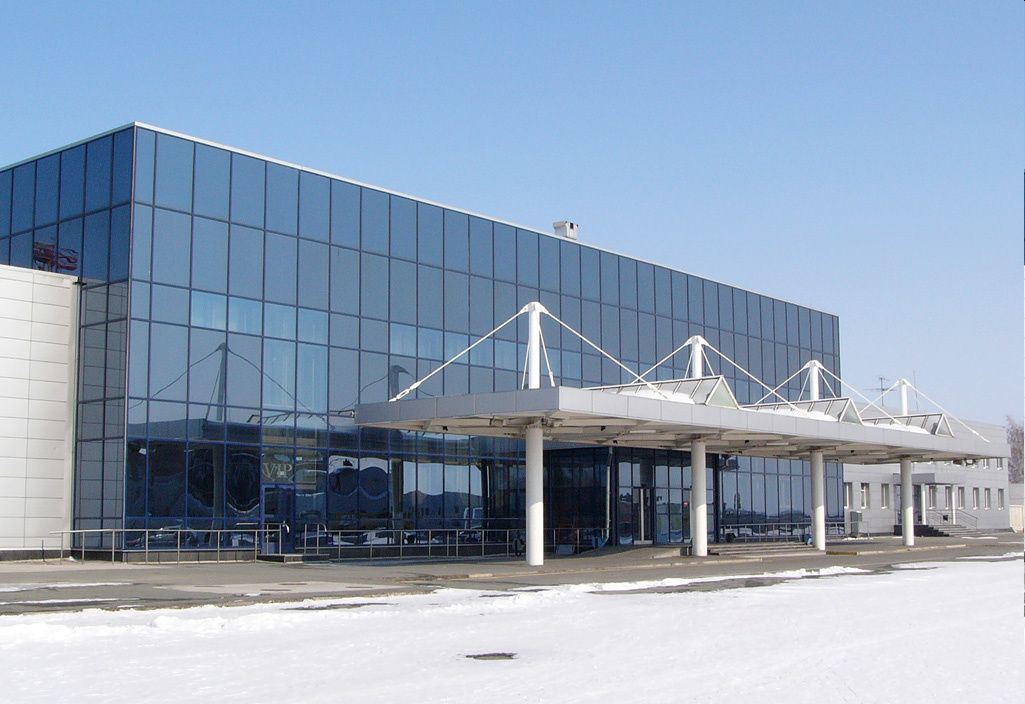
Entrée du Terminal international.
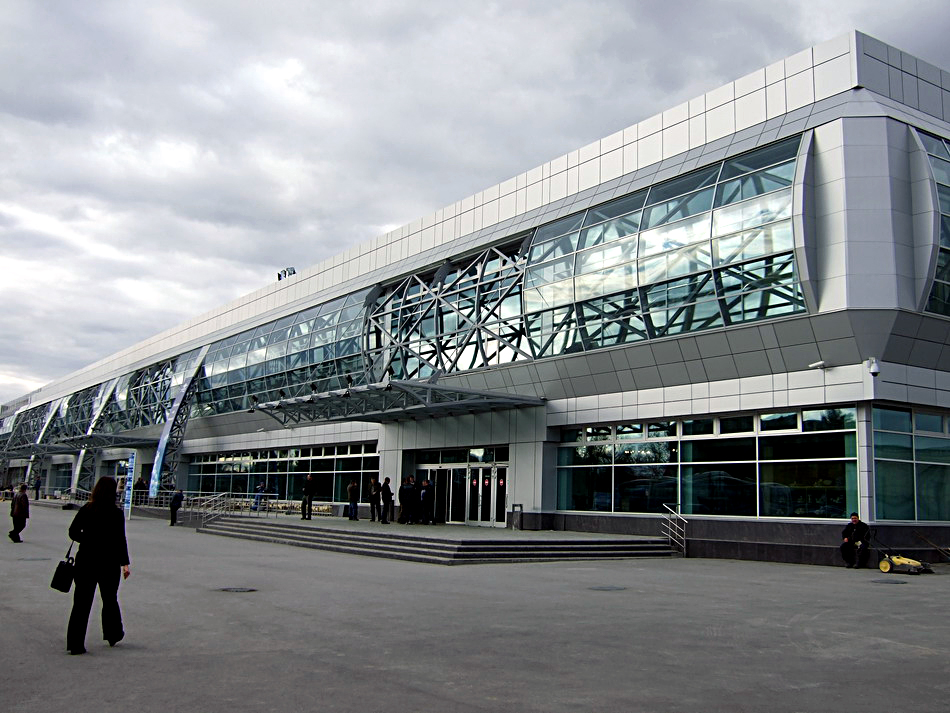
Vue extérieure du terminal pour vols intérieurs.
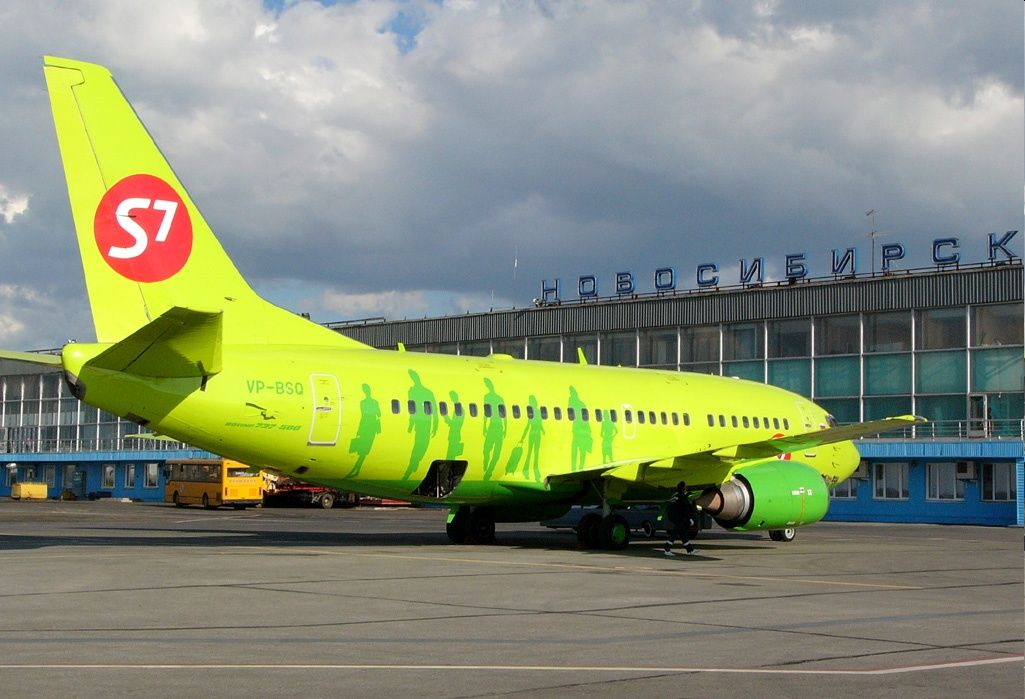
Boeing 737-400 de S7 Airlines à l'aéroport Tolmatchevo.
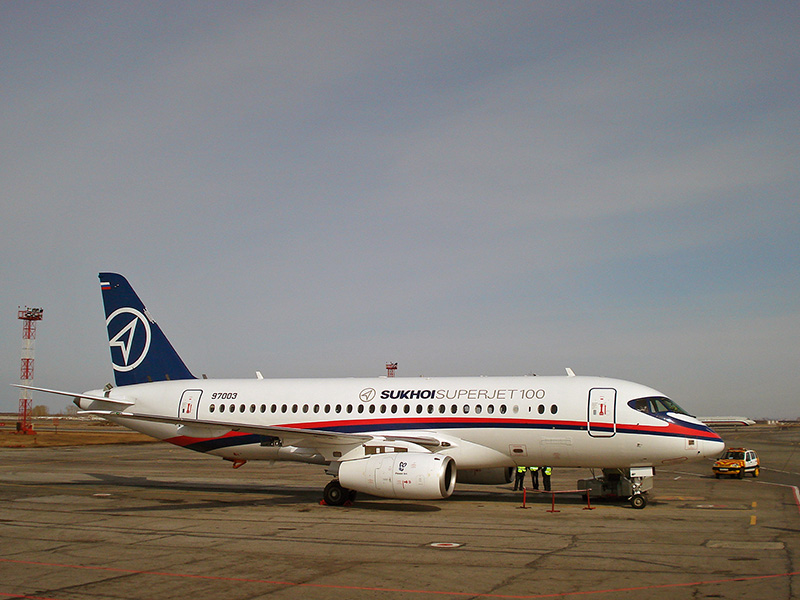
Sukhoi Superjet 100 à l'aéroport Tolmatchevo.
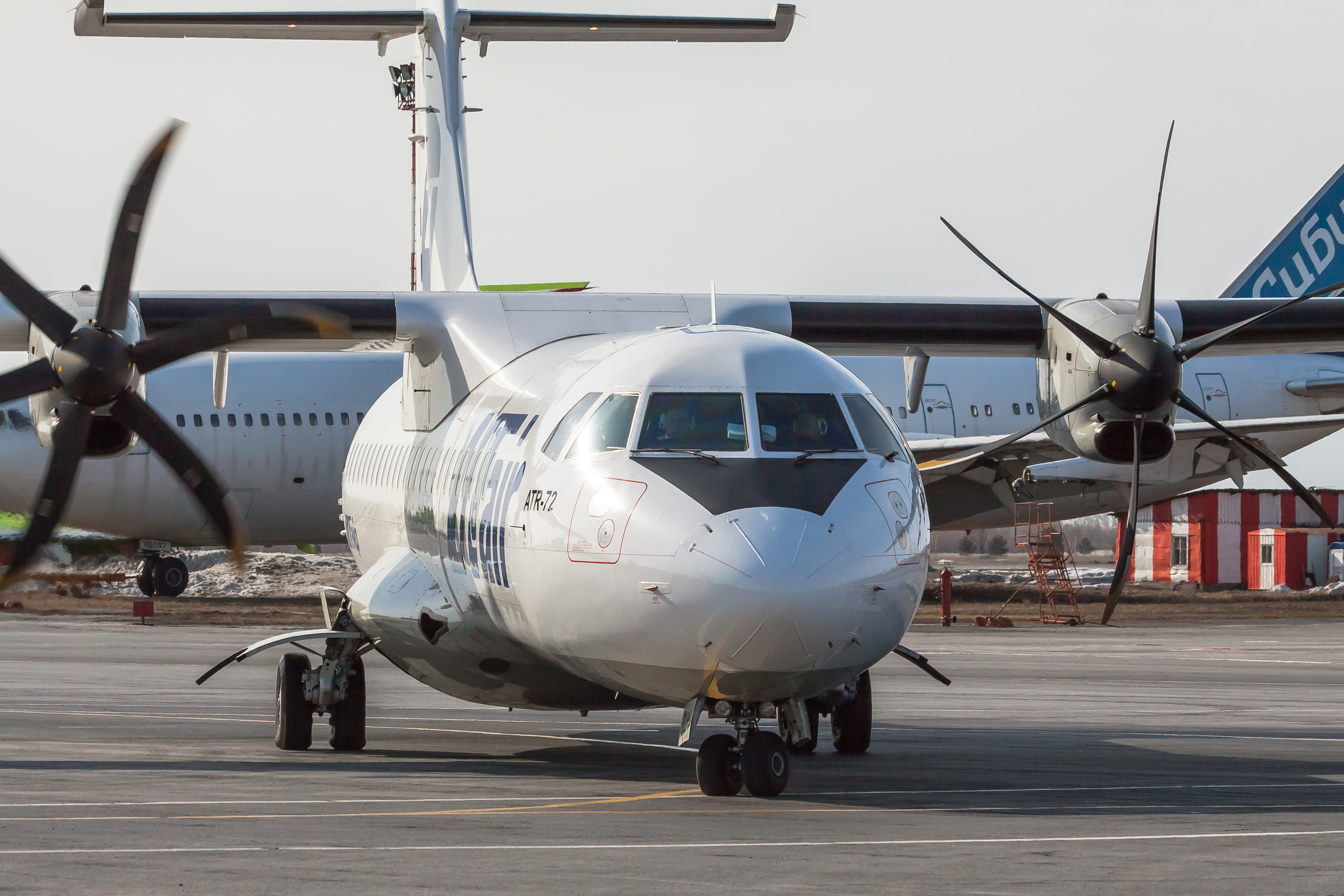
ATR 72 de UTair Aviation à l'aéroport Tolmatchevo.
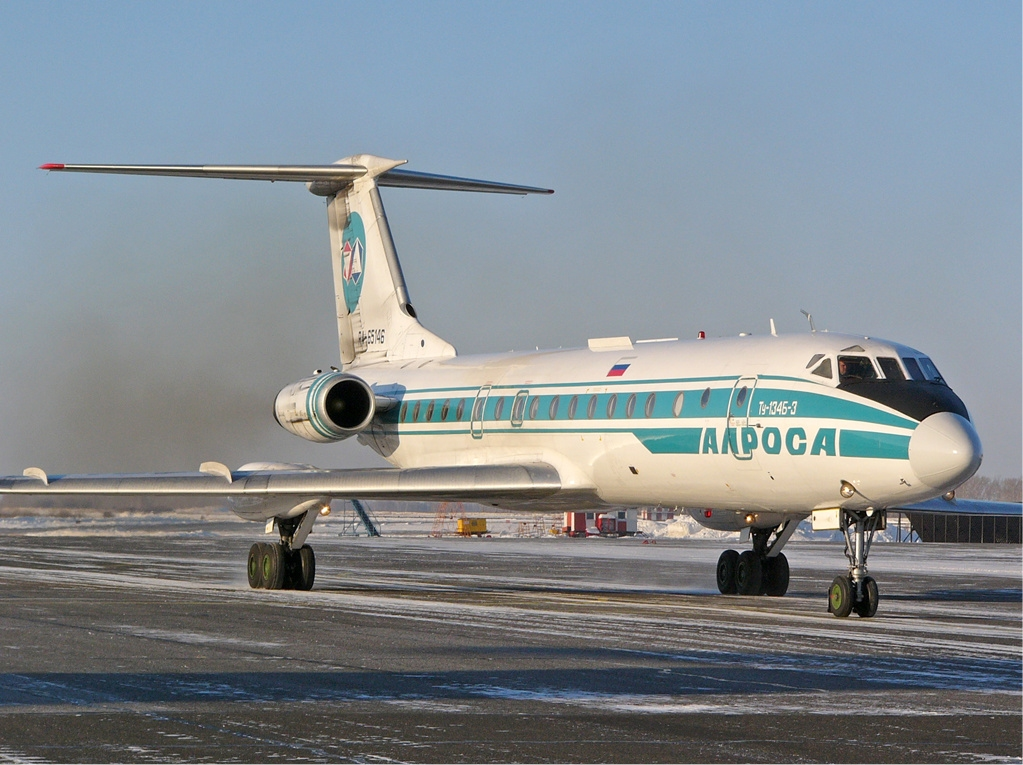
Tupolev Tu-134 de Alrosa Mirny Air Enterprise transitant par l'aéroport.
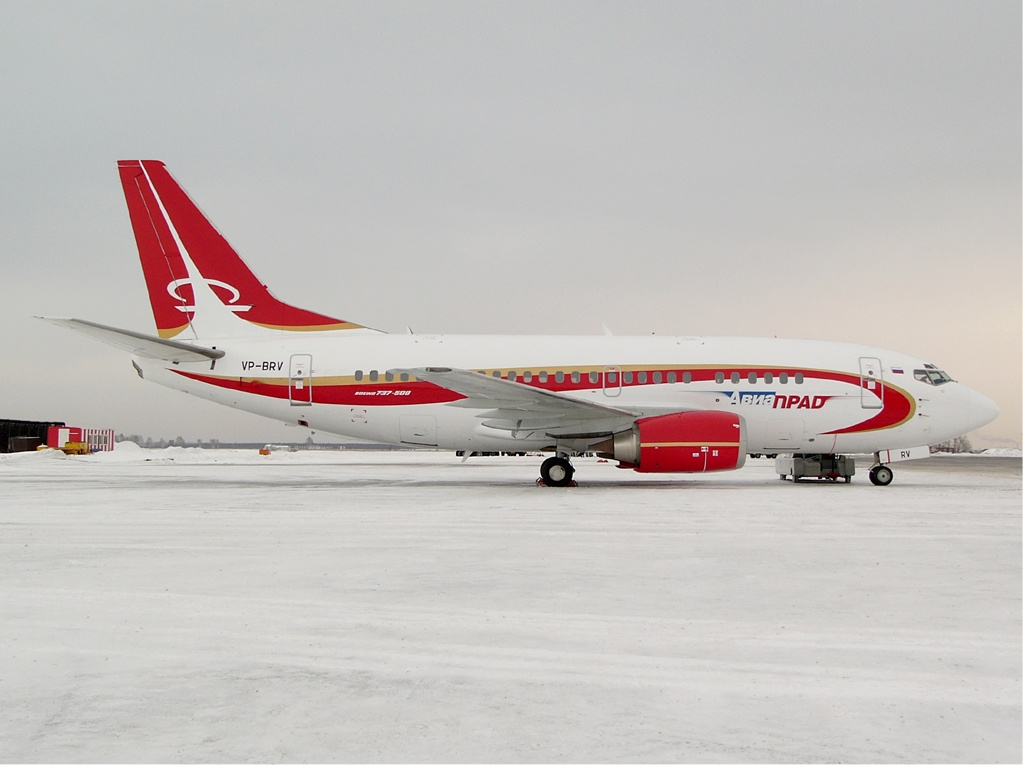
Un Boeing 737-500 de l'ancienne compagnie Aviaprad.
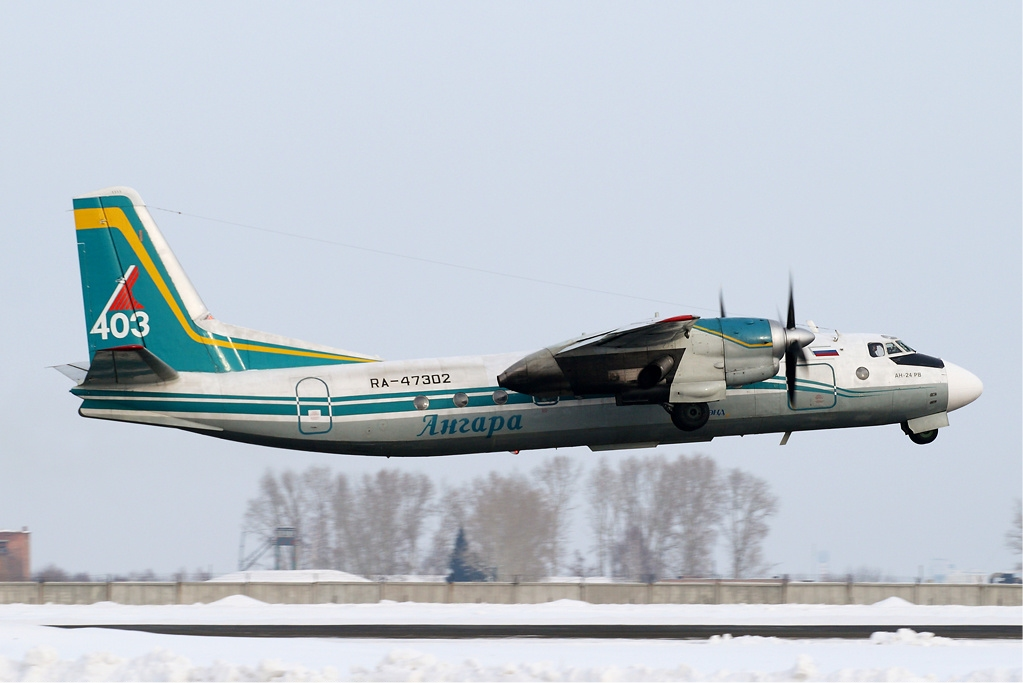
Un Antonov An-24 d'Angara Airlines.